# Јан Колар
Јан Колар (слч. Ján Kollár; Мошовце, 29. јул 1793 — Беч, 24. јануар 1852), познат под псеудонимом Чехобрат Противштурски (слч. Čechobratr Protištúrsky) је био словачки политичар, песник и писац, идеолог словачког народног препорода и представник чешког народног препорода лингвиста, археолог, евангелистички свештеник и главни идеолог Панславизма.

## Биографија
Пореклом је из сељачко- занатлијске породице. Школовао се у Мошовицама и у гимназијама у Кремници, Банској Бистрици а од 1812.- 1815. године на евангеличком лицеју у Братислави. После двогодишњег рада у образовању у Банској Бистрици наставља са студијем од 1817.- 1819. године на евангеличком универзитету у Јени. У Јени је заједно студирао са младим Србином Јоксимом Новићем, преко кога је дошао у ближи додир са јужнословенском културом.
Од 1819. године почиње његов тридесетогодишњи рад у Будимпешти, где је био евангелистички свештеник. Године 1835. се оженио Фредериком Шмидтовом, кћерком евангеличког свештеника, коју је упознао још 1817. године. Његове пријатељске везе са Људовитом Штуром су нарушавале завођење новог књижевног словачког језика који је јако критиковао. Током и после револуционарних догађаја 1848.- 1849. године деловао је у Бечу, у службама царског двора као саветник и „повереник за питања Словачке“. Тамо је "побегао" 1848. године од шовинистички расположених Мађара. Предложио је самоуправу Словачке и словачке школе са чешким наставним програмом.
Због подршке двору током револуције награђен је 1849. године, тако што су га именовали за изванредног професора словенске археологије на универзитету у Бечу, где се интересовао за археолошка истраживања. Умро је у Бечу 1852. године.

## Проповедник словенске узајамности
Славенофил Колар је током свог тродеценијског бављења у Пешти извршио велики утицај на младе Србе и Хрвате, који су се ту школовали. Новинар из Пеште, Теодор Павловић је био један од његових великих следбеника. Колар је за студенте са југа Европе био духовни вођа, учитељ, ментор. Код њега у скромном стану чији су зидови били покривени сликама знаменитих Словена (међу којим и Срба), састајала се повремено словенска омладина. Колар је ширио панславистичке идеје, будио националну свест код омладине, потенцирао је "Славјанство". Тражио је тај "проповедник југословенства", да Словени на југу континента пређу на један јединствени књижевни језик, којим ће се моћи сачувати и најлепше изразити. Објављиване у то време српске народне песме биле су потврда таквог мишљења. Године 1837. изашла је његова књига "Слава дцере" (Кћер Славе), о словенској књижевној узајамности, у којој је изнео своје најбоље идеје. Колар је био савременик и пријатељ са Вуком, Копитарем, Гајем, Стратимировићем, Стаматовићем, Вразом и другим културним посленицима. "Српски летопис" је објавио преводе више његових списа. Од 1833. године био је истакнути члан "Српског књижевног друштва" у Пешти, које је основао Миловук. За њега разлике у вери нису имале никакав значај; примарно му је било словенско братство. Постио је отац Јан само три дана годишње, а један од тих дана био је српски "Видовдан" - када је пропало српско царство на Косову пољу. То је био један од доказа његове привржености Србима, о чијој је јуначкој и страдалној прошлости знао и са пијететом говорио. Постао је Јан Колар од 11. јуна 1842. године коресподентни члан (страни) Друштва српске словесности у Београду.

## Дело

### Поезија
- Deploratio praesentis status Hungariae
- Básně (Песме)
- Slávy dcera (Кћер славе)– његово животно дело које је настало из његове збирке песама. Инспирација за ово дело је била Дантеова Божанска комедија. Дело је писано анахроним језиком и релативно је компликовано.
- Písně světské lidu slovenského v Uhřích (Песме словачког народа у Угарској)– два дела које је сакупио помоћу Павел Јосеф Шафарика и других.
- Národnié zpievanky " (Народне певалице) у коме се налазе два свезка песама светског нерода словачког у Угарској.

### Научна дела
- O literárnej vzájemnosti mezi kmeny a nářečími slávskými (О литерарној узајамности између племена и наречјима словенским) – У овом делу шири своје погледе на словенску узајамност и Словене сматра за народ који има 4 основна дијалекта:

1. руски
2. пољски
3. српскохрватски
4. чехословачки

- Sláva bohyně a původ jména Slavův čili Slavjanův (Слава богиње и повод имена Славов или Славенов)
- Paměti (Памћења)

### Уџбеници
- Čítanka(Читанка)
- Slabikář(Буквар)

### Проповедничка дела
- Nedělní, svátečné i příležitostné kázně a řeči od Jana Kollára(Недељне, свечане и пригодне проповеди и предавања од Јана Колара)

### Путописи
- Cestopis, obsahující cestu do Horní Itálie a odtud přes Tyrolsko a Bavorsko se zvláštním ohledem na slavjanské živly r. 1841 konanou(Путопис са пута по Италији. познат и под именом Староиталија славенска) – У овом делу је изрекао тврдњу да су Италијани словенског порекла.

Даље је написао цео ред мањих дела, прилога за часописе и новине. Значан ред ових прилога се тицао језика.

## Галерија
- Скулптура Јана Колара у Мошовицама
- Родна кућа Јана Колара
- Музеј Јана Колара у Мошовцама
- Мото
- Фотографија Јана Колара
- Насловна страна Slávy Dcera (Кћер славе) (1852)